# Кауфман, Константин Петрович фон
Константи́н Петро́вич фон Ка́уфман (19 февраля [3 марта] 1818, Демблин — 4 [16] мая 1882, Ташкент) — русский военный и государственный деятель, инженер-генерал (1874), генерал-адъютант (1864), руководивший завоеванием и колонизацией Средней Азии. В 1865—1866 Виленский генерал-губернатор, где ввёл запрет на литовскую латиницу. Первый генерал-губернатор Туркестана, командующий войсками Туркестанского военного округа. За эти годы к Российской империи было присоединено Кокандское ханство, а над Хивинским ханством и Бухарским эмиратом был установлен российский протекторат.

## Биография
Представитель русской ветви прусского рода Кауфманов, сын генерала Петра Фёдоровича. Младший брат Михаил Кауфман — генерал инженерных войск. Родился в Царстве Польском, в Демблине 19 февраля (3 марта) 1818 года.
В 1836 году окончил Главное инженерное училище, а в 1838 году — офицерские курсы при нём. В 1843 году был переведён в Кавказский отдельный корпус и с 1844 года служил с отличием на Кавказе. С 1844 по 1852 год, он участвовал в экспедициях против горцев в Чечне и Дагестане, в 1845 году — в Даргинском походе; был ранен пулей в шею. Произведённый в капитаны 6 июня 1848 года он участвовал в штурме Гергебиля и за отличие в этом деле был награждён орденом Св. Георгия 4-й степени и переведён в лейб-гвардии саперный батальон.  1849 году был назначен старшим инженером в войска Прикаспийского края; в отряде князя Аргутинского-Долгорукова был при осаде аула Чох и получил тяжёлое ранение пулей в ногу. В 1850 году под его руководством были возведены укрепления в долине реки Самура. В мае 1851 года был прикомандирован к образцовому пехотному полку, а 22 декабря того же года произведён в полковники, с переводом в Дагестанский пехотный полк командиром 3-го батальона. Участвовал в занятии дороги в Бурундук-Кале. В 1852 году за дело при Гергебильском спуске был награжден золотой саблей с надписью «за храбрость».
В Крымскую войну, командуя Кавказским сапёрным батальоном, участвовал в 1854 г. в сражении под Кюрюк-Дара, а в 1855 году — в осаде и штурме Карса; исполняя обязанности начальника походного штаба при главнокомандующем, по поручению генерала Муравьёва заключил договор о капитуляции турецких войск в этой крепости с английским комиссаром Уильямсом. С 18 сентября 1855 года командовал лейб-гвардии саперным батальоном, а 25 января 1856 года назначен исправляющим должность начальника штаба генерал-инспектора по инженерной части; в мае назначен членом совета императорской военной академии и конференции Николаевской инженерной академии и 26 августа произведён в генерал-майоры с утверждением в должности начальника штаба.
С 17 апреля 1858 года состоял в свите Его Императорского Величества, 30 августа 1861 года был назначен директором Канцелярии Военного министерства. На этой должности стал подвижником Д. А. Милютина по разработке военно-окружной системы и вообще реорганизации русской армии; участвовал в разных комитетах.
В 1864 году был произведён в генерал-лейтенанты с назначением генерал-адъютантом, а в апреле 1865 года был назначен Виленским генерал-губернатором и командующим войсками Виленского военного округа, где после подавления восстания 1863 года было закрыто свыше 100 католических монастырей в рамках политики русификации края.
В июле 1867 был назначен командующим войсками Туркестанского военного округа, где деятельность его, кроме многократных поражений, нанесенных бухарцам, хивинцам и кокандцам, ознаменовалась взятием Самарканда (1868) и Хивы (1873). За содеянное награждён орденом Святого Георгия 2-й степени и в 1874 году произведён в инженер-генералы. Был избран почётным членом Московского университета (1870) и Петербургской академии наук (1873).
В 1874 году открыл 4 гимназии, 60 школ, библиотеку, по его распоряжению В. И. Межовым был составлен и издан «Туркестанский сборник». Уделял значительное внимание развитию торговли, промышленности, сельского хозяйства. Способствовал массовому разведению хлопка в Средней Азии.
В 1875 завоевал Кокандское ханство, из которого была образована Ферганская область.
В Ташкенте создал Городскую думу и организовал Публичную библиотеку (сейчас — Национальная библиотека Узбекистана имени Алишера Навои).
Умер 4 (16) мая 1882 года. Был похоронен на площади Ташкента, которая впоследствии стала называться Сквером имени Кауфмана. Его первая могила была между четырёх крестообразно расположенных карагачей (вязов) и кустов роз и жасмина. По его завещанию на могиле начертаны следующие слова: «Прошу похоронить меня здесь, потому, что здесь настоящая русская земля, в которой не стыдно лежать русскому человеку». В 1889 году по окончании постройки в Ташкенте Военного собора, 4 мая — в седьмую годовщину смерти — останки Кауфмана были перезахоронены в правом приделе южной стены собора. На месте временной могилы было предложено поставить памятник в виде его бюста. Однако, в результате, место это было обнесено железной решёткой на высоком цоколе с тройными фонарями по углам; в середине загородки сооружено четырёхугольное возвышение из орудийных снарядов, на котором поставлены дулами вниз три перекрещивающихся вверху орудия, на котором лежит крупный орудийный снаряд увенчанный крестом, а в промежутках между орудиями водружены два георгиевских знамени и прикреплены щиты с подобающими надписями.

## Награды

Первое место захоронения Константина Петровича фон Кауфмана

- Орден Святой Анны 3-й ст. с бантом (1845);
- Орден Святого Георгия 4-й ст. (1848);
- Орден Святой Анны 2-й ст. (1849);
- Золотая сабля «За храбрость» (1853);
- Знак отличия «За XV лет беспорочной службы» (1856);
- Орден Святого Владимира 3-й ст. с мечами (1856);
- Знак отличия «За XX лет беспорочной службы» (1860);
- Орден Святого Станислава 1-й ст. (1860);
- Орден Святой Анны 1-й ст. с мечами над орденом (1861);
- Орден Святого Владимира 2-й ст. с мечами над орденом (1866);
- Орден Святого Георгия 3-й ст. (1868);
- Орден Белого Орла с мечами (1868);
- Орден Святого Александра Невского (1870);
- Алмазные знаки к ордену Святого Александра Невского (1872);
- Орден Святого Георгия 2-й ст. (1873);
- Медаль «За Хивинский поход»(1873);[источник не указан 1876 дней]
- Золотая шпага «За храбрость» с алмазами и надписью на эфесе «За поражение Коканда 22 августа 1875 г.» (1875);
- Медаль «За покорение Ханства Кокандского» (1876);[источник не указан 1876 дней]
- Орден Святого Владимира 1-й ст. (1878);
- Орден Святого апостола Андрея Первозванного.

Иностранные:
- Прусский Орден Красного Орла 1-й ст. с мечами (1874)[6].

## Семья
Был женат на дочери адмирала М. Б. Берха — Юлии Морицовне (Маврикиевне; 1820—1906). С 1879 года Ю. М. фон Кауфман была почётной попечительницей Ташкентской женской гимназии, открытой её супругом в 1876 году. Умерла в Санкт-Петербурге и была похоронена на Новодевичьем кладбище Санкт-Петербурга.
Их дети:
- Михаил (1858—1891)
- Елена (1857—после 1904). Муж — Петр Алексеевич Xаритонов
  - Внуки:
  - Александра Петровна Харитонова (1878—1948)
  - Елена Петровна Харитонова (1879—1952)
  - Константин Петрович Харитонов (1881—1942)

По семейному преданию, писатель Всеволод Иванов происходил от внебрачного сына генерала Кауфмана.

## Память

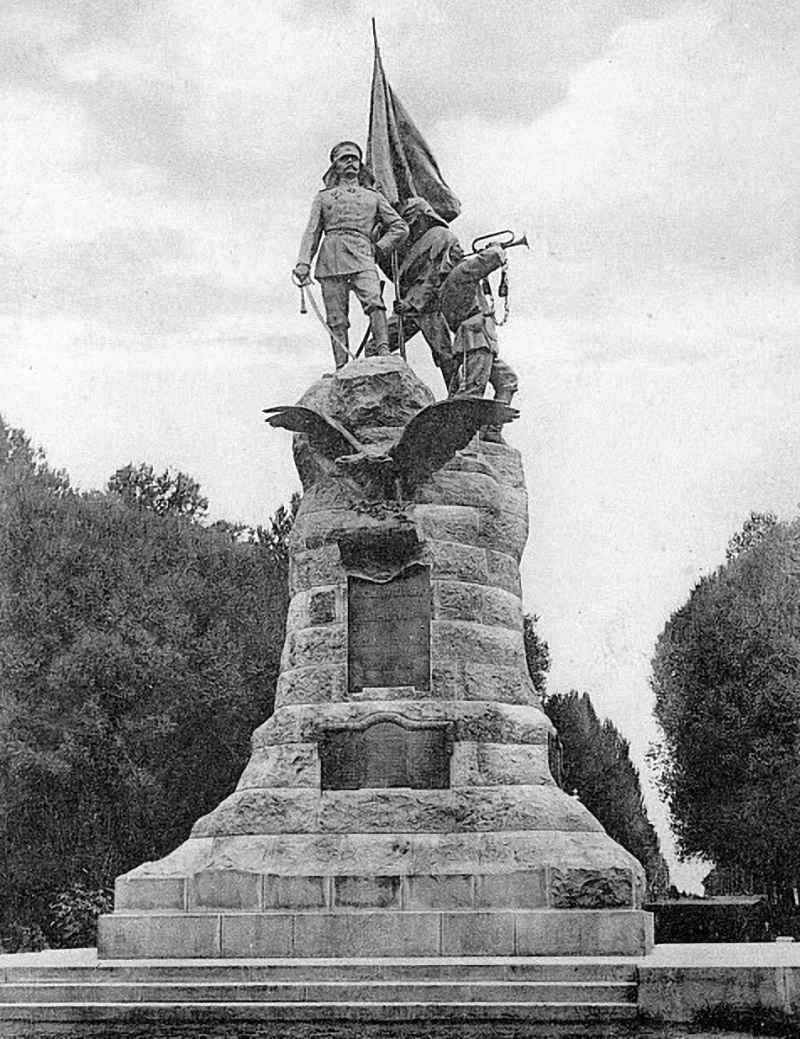
Памятник К. П. Кауфману в Ташкенте (1913)

- В 1878 городская дума присвоила Кауфману звание «первого гражданина города Ташкента».

- Открытая в 1871 году русским путешественником Алексеем Федченко на Памире горная вершина высотой 7134 метров была названа в честь Константина Петровича Кауфмана пиком Кауфмана. В 1928 переименована в пик Ленина, а в июле 2006 в Таджикистане получила новое название — пик имени Абу Али ибн Сина.
- В городе Ташкенте имелся памятник[8], был назван проспект в его честь[9][10].

- Ряду видов растений было дано имя Константина Петровича Кауфмана[11]:
  - Gentiana kaufmanniana Regel&Schmalh. — Горечавка Кауфмана
  - Eremostachys kaufmanniana Regel — Пустынноколосник Кауфмана
  - Tulipa kaufmanniana Regel — Тюльпан Кауфмана
  - Statice kaufmanniana Regel — Статице Кауфмана
  - Primula kaufmanniana Regel — Первоцвет Кауфмана
- В 1910 году в память 25 лет, со дня смерти Кауфмана был издан сборник публицистических и исторических трудов, Кауфманский сборник.